# Дачна (зупинний пункт, Південно-Західна залізниця)
Да́чна — пасажирський зупинний пункт Жмеринської дирекції Південно-Західної залізниці.
Розташований неподалік від села Пашківці Старокостянтинівського району Хмельницької області на лінії Шепетівка — Старокостянтинів I між станціями Антоніни (8 км) та Старокостянтинів I (7 км). Відстань до ст. Шепетівка — 64 км.
Відкритий у 2000-х роках.